# 礼门乡
礼门乡，是中华人民共和国福建省宁德市周宁县下辖的一个乡镇级行政单位。

## 行政区划
礼门乡下辖以下地区：
礼门村、仕本村、贡川村、大碑村、芹源村、大林村、常源村、陈峭村、秋楼村、玉山村、溪山村、山头村、梨坪村、首洞村、后垅村、梅度村和油湾村。